# Estatua de La República (Cuba)
La estatua de La República, es una escultura fundida en bronce, laminada en oro de 24 quilates. Está ubicada en el interior del Capitolio Nacional en La Habana. Se encuentra en el centro de la rotonda que divide en dos el Salón de los Pasos Perdidos. Con una altura total de 17,54 m (incluido el pedestal) y 14,6 m sin pedestal, fue la tercera mayor estatua bajo techo a nivel mundial durante varias décadas. En 2024 ocupaba el lugar 24 de las estatuas bajo techo más altas del mundo (sin pedestal incluido). Es la mayor estatua bajo techo en América.

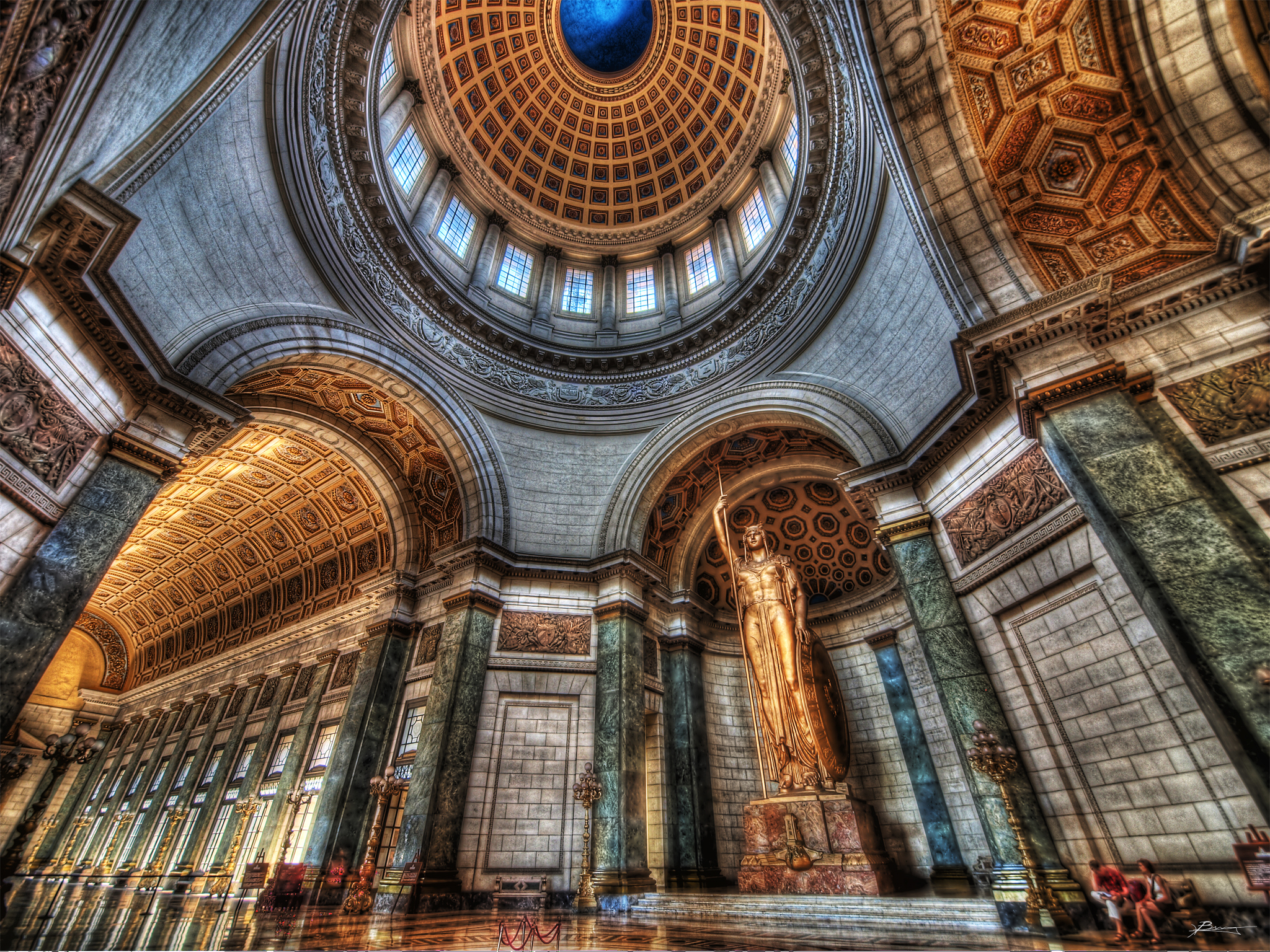
La estatua bajo la cúpula del Capitolio.

## Construcción
En 1927, el doctor Carlos Miguel de Céspedes, secretario de Obras Públicas del gobierno del general Gerardo Machado, convocó al escultor italiano Ángelo Zanelli, quien gozaba de gran fama por las obras que había realizado, entre ellas en 1911 el friso del Altar de la Patria de Roma. El escultor se encargaría de la construcción de las tres grandes estatuas que iban a adornar el edificio sede del Poder legislativo de la nación. Dos serían colocadas en el exterior a ambos lados de la escalinata principal, representando al Trabajo y a la Virtud Tutelar del Pueblo. La tercera, simbolizaría a la República y sería colocada en el centro Salón de los Pasos Perdidos, justamente debajo de la cúpula del Capitolio.
La estatua es una representación de Atenea, diosa griega de la sabiduría y la guerra justa, sin embargo se exigió que sus formas debían tener las peculiaridades propias de una mujer cubana. Para el cuerpo fue usada como modelo a una mujer mestiza llamada Lily Valty, mientras que el rostro se basó los rasgos de Elena de Cárdenas y Echarte, una acaudalada criolla de ascendencia española.
Fue realizada en Roma en el taller de Zanelli. Tomó poco más de dos años en finalizar la obra que tiene una altura de 11,50 metros desde la base hasta la cabeza a la que hay que añadir el brazo y la lanza que alcanza una altura total de 14,60 metros, descansando sobre un pedestal de mármol ónix egipcio de 2,50 metros. La figura muestra a una mujer vestida con una túnica y un gorro frigio, símbolo republicano por excelencia. Armada de una lanza en su mano derecha, mientras que la izquierda sujeta un escudo que se apoya en el suelo.
Confeccionada en bronce, fue dorada mediante un proceso de electrólisis. Es hueca en su interior aunque tiene un peso de 30 toneladas. Desde Roma fue trasladada en un vagón especial hasta el puerto de Nápoles para ser embarcada hacia a La Habana el 17 de abril de 1929. 
La estatua llegó a la capital de Cuba dividida en tres grandes partes que tuvieron que ser cargadas en hombros para poder subirlos por la gran escalinata. Fue colocada en el Salón de los Pasos Perdidos un día antes de la inauguración del mismo el 20 de mayo de 1929.

## Restauración
En 1983, se sometió a una reparación para detener la inclinación que sufría hacia un lado, debido al fallo de unos tensores interiores. Posteriormente en la década de 1990, se realizó una la limpieza mecánica y química.
En noviembre de 2019, culminan las obras de restauración general del Capitolio para las festividades por el 500 aniversario de la ciudad, poco antes se habían completado los trabajos en la estatua mostrando su nueva imagen, luego de las labores realizadas por un equipo de restauradores rusos, que incluyó limpieza, reparación de los daños sufridos y laminado en oro de 24 quilates. Fue reinaugurada en un acto solemne donde participó Raúl Castro y el canciller ruso Serguei Lavrov.